# 2005년
2005년은 토요일로 시작하는 평년이다.

## 사건
- 1월 1일
  - 노무현 대통령은 신년사에서 경제도약과 동반성장을 강조하였다.
  - 튀르키예가 화폐개혁을 단행하였다.(교환비율-1000000:1 절하)
- 1월 3일
  - 서울 지하철 7호선 철산역에서 철산역 방화 사건이 일어났다.
  - MBC 문화방송 CI가 변경되었다.
- 1월 5일 - 대한민국에서 발견된 공룡인 부경고사우루스(천년부경룡)이 클리블랜드 자연사박물관의 세계 공룡 목록에 등재되었다. 이는 대한민국에서 발견된 것으로는 두 번째로, 한국어 이름으로는 처음으로 등재된 것이다.
- 1월 8일 - 칠곡 시온글러브 화재 발생.
- 1월 30일 - 이라크에서 50여 년 만에 자유 총선거가 치러지다.
- 2월 3일 - 대한민국의 헌법 재판소가 호주제에 대해 헌법 불합치 판결을 내리다.
- 2월 10일 - 조선민주주의인민공화국이 핵보유를 선언하다.
- 2월 16일 - 교토 의정서가 발효되다.
- 3월 14일
  - 새로운 경제부총리에 한덕수가 임명되다.
  - 중화인민공화국의 전국인민대표대회가 중화민국을 겨냥한 '반분열국가법'을 통과시키다.
- 3월 16일 - 일본 시마네현 의회가 다케시마의 날 제정 조례안의 처리를 강행하다.
- 3월 20일 - 일본 규슈섬 인근 바다에서 강진이 일어나 1,200여 명이 부상당하다. 이 지진은 한국에서도 감지되었다.
- 3월 24일 - 키르기스스탄에서 시민혁명이 성공하다 (레몬혁명).
- 3월 28일 - 수마트라섬 앞바다에서 규모 8.7의 강진이 일어났다.
- 4월 2일
  - 교황 요한 바오로 2세가 선종하다.
  - 열린우리당은 새로운 당 의장으로 문희상 의원을 선출하다.
- 4월 5일 - 강원도 양양군 지역에 산불이 일어나 낙산사가 불타는 등 많은 피해가 발생하다.
- 4월 6일
  - 이라크 쿠르드족의 지도자 잘랄 탈라바니가 대통령에 지명되다.
  - 모나코의 레니에 3세가 별세하다.
- 4월 8일 - 교황 요한 바오로 2세의 장례 미사가 집전되다.
- 4월 9일 - 영국의 웨일스 공 찰스와 카밀라 파커 볼스가 결혼식을 올리다.
- 4월 11일 - 〈시사저널〉에서 前 중앙정보부장 김형욱 암살범 이모씨가 김형욱 암살에 대한 자세한 정황을 밝히다.
- 4월 13일 - 동해에서 황만호의 월북 사건이 발생하다. (~19日)
- 4월 14일 - 제3차 북한인권결의안이 제61차 유엔 인권위원회를 통과하다.
- 4월 18일 - 바티칸 시국 시스티나 경당에서 콘클라베가 개최되다.
- 4월 19일 - 요제프 라칭거 추기경이 제265대 교황 베네딕토 16세로 선출되다.
- 4월 20일 - 에콰도르의 루시오 구티에레스 대통령이 축출되다.
- 4월 25일 - 일본 효고현 아마가사키에서 열차 탈선 사고가 발생하다(JR 후쿠치야마 선 탈선 사고).
- 4월 30일 - 대한민국 국회의원 재보궐선거가 치루어지다.
- 5월 20일 - 콩고 민주 공화국의 에토움비에서 아홉 명의 에볼라 사망자가 발생하고 나서 격리조치되다.
- 6월 11일 - 미국 워싱턴에서 열린 한미정상회담에서 양국 대통령은 조선민주주의인민공화국의 핵을 허용할 수 없다는 데에 의견을 같이하고, 문제를 평화적으로 해결하기로 합의하였다.
- 6월 13일 - 미국의 대중 가수 마이클 잭슨의 아동 성추행 사건 재판에 대해 배심원이 무죄 평결을 내렸다.
- 6월 14일 - 김우중 대우그룹 전 회장이 귀국하다.
- 6월 15일 - 수도이전반대 국민연합은 공주시, 연기군(현 세종특별자치시) 행정중심복합도시 건설을 위한 특별법이 위헌이라며 헌법소원을 제출하였다.
- 6월 19일 - 경기도 연천군의 한 부대에서 총기 난사 사건이 일어나 장병 8명이 사망하다.
- 7월 7일 - 영국 런던에서 연쇄 폭탄테러가 일어나 많은 인명 피해가 발생하다.
- 7월 10일 - 키르기스스탄에서 레몬혁명의 주역인 바키예프가 대통령에 당선되다.
- 7월 27일 - 제주도에서 주민투표로 혁신안이 채택되다.
- 7월 30일 - 문화방송 음악캠프 성기 노출 사고가 생방송 도중에 일어났다.
- 8월 11일 ~ 8월 21일 - 독일 쾰른에서 제20차 세계 청년 대회가 개최되었다.
- 웨스트 캐리비안 항공 708편 추락 사고가 발생했다.
- 8월 30일 - 허리케인 카트리나가 미국 루이지애나주의 뉴올리언스를 강타한 뒤 31일 소멸되었다.
- 9월 5일 - 러일 전쟁 종전 100주년.
- 9월 6일 - 대한민국, 태풍 나비 상륙.
- 9월 12일 - 일본 고이즈미 준이치로가 이끄는 자유민주당이 총선에서 승리하다.
- 9월 27일 - 파리교외 소요사태가 발생되었다.
- 10월 1일 - 부산 개성중학교 폭행 치사 사건 발생.
- 10월 3일 - 경북 상주에서 상주 콘서트 압사 참사 발생.
- 10월 4일 - 유럽연합, 튀르키예와 가입 협상 재개.
- 10월 6일 - 이천 물류창고 붕괴 사고가 발생되었다.
- 10월 7일 - 대한민국 검찰, 이중섭·박수근 미발표 유작 58점 '위작' 판정(이중섭 위작 논란)
- 10월 11일
  - 한국은행, 3년 5개월 만에 콜금리 인상. 연 3.50%로 0.25%P 상향조정
  - 대한민국 검찰 ‘론스타 조세 포탈 사건’ 수사 착수
- 10월 12일
  - 북관대첩비를 일본에서 대한민국으로 환수하기로 결정했다.
  - 노무현 대통령은 국민 대통합연석회의 구성을 제안하였다.
- 10월 13일 - 러시아의 날치크에서 테러가 발생하였다.
- 10월 15일
  - 이라크 헌법 국민투표가 실시되다.
  - 미국 오하이오주 톨레도에서 신나치주의자들의 폭동이 발생해 100명 이상이 체포되었다.
- 10월 30일 - 인도네시아에서 기독교 계열의 학교를 다니던 여고생들이 하교 중에 이슬람교 과격분자의 소행으로 여겨지는 습격을 받아 3명이 참수(斬首)되고, 다른 여고생들도 큰 부상을 입는 사건이 발생하였다.
- 11월 2일 - 대한민국, 중저준위 방사성 폐기물 처리장 부지 선정 주민투표가 전국 네 곳에서 실시되고, 투표결과, 경주시가 높은 찬성률을 기록하였다.
- 11월 6일 - 미얀마가 수도를 양곤에서 네피도로 옮겼다.
- 11월 9일
  - 유럽 우주국의 금성 탐사선 비너스 익스프레스가 카자흐스탄 바이코누르 우주 기지에서 발사되다.
  - 자살 폭탄 공격대가 요르단 암만에 호텔 3곳을 공격하여 적어도 60명 이상이 사망하다.
- 11월 15일
  - 서울중앙지검 국가정보원 도청 수사팀이 전직 국정원장 임동원, 신건에 대한 구속영장을 집행했다. 구속영장 내용에 따르면, 국정원 과학보안국은 김대중 대통령 시절 국내 주요인사들의 휴대전화 1,800여 개 를 감청한 것으로 알려졌고, 서울중앙지법은 검찰이 청구한 구속영장을 발부했다.
  - 한국철도공사의 러시아 유전개발사업 관련 의혹을 수사한 특별검사팀이 수사를 마무리 했다. 특검팀은 사건의 핵심 인물인 허문석씨가 국내에 없기 때문에 검찰에서 수사한 내용 이외에 추가 의혹을 밝혀낼 수 없었다고 밝혔다.
- 11월 18일 ~ 11월 19일 - 아시아 태평양 경제협력체 회의인 2005년 부산 APEC 정상회의가 부산에서 열렸다.
- 12월 16일 - 노성일 미즈메디 병원 이사장이 줄기세포는 하나도 없다는 것을 기자회견에서 폭로하였다.
- 12월 25일 - 교황 베네딕토 16세가 교황 회칙 《하느님은 사랑이십니다》 (Deus Caritas Est)를 발표하였다.
- 12월 29일 - 대구 서문시장에서 화재가 발생하였다.

## 문화
- 1월 1일
  - 대전광역시 도시철도공사가 설립되었다.
  - 한국철도공사가 출범하였다.
- 1월 3일 - MBC 문화방송이 CI가 변경되었다.
- 1월 4일 - 경차의 번호판이 분류 번호 3자리 숫자화, 희망 번호제를 실시되었다.
- 1월 7일 - 중앙방송 골프채널 J골프(현 JTBC GOLF) 개국.
- 1월 20일 - 대한민국의 수도권 전철 1호선이 병점 ~ 천안 구간이 개통되었다.
- 1월 25일 - 제주항공 설립.
- 1월 27일 - 한국거래소 창립.
- 2월 14일 - 전 세계 최대 무료 동영상 공유 사이트인 유튜브가 설립되었다.
- 3월 3일 - TBS 교통방송 텔레비전 방송 개국.
- 3월 25일 - 일본 아이치에서 2005년 세계 박람회가 개막되었다.
- 3월 29일 - 대한민국 CGNTV 개국.
- 3월 30일 - 경부선 전철화 천안~조치원 구간 및 충북선 전철화 조치원~봉양 구간이 개통되었다.
- 4월 5일 - 제60주년 식목일이 마지막 공휴일이 되면서 다음해부터 공휴일에서 제외되었다.
- 4월 6일 - 천주교 대전교구 제4대 교구장에 유흥식 주교가 착좌하였다.
- 4월 23일 MBC TV 예능프로 토요일에서 무모한 도전이라는 코너가 첫 전파를 탔다.
  - MBC TV 드라마 제5공화국이 첫방송을 했다.
- 4월 29일 - 경기도 고양시에서 킨텍스 개장.
- 5월 10일 - 대한민국 서비스 게임 요구르팅이 시작되었다.
- 5월 16일 - 경기도 고양시 일산구가 일산동구와 일산서구로 분구되었다.
- 5월 19일 - 서울환경연합은 대한민국에 팔리고 있는 라면의 나트륨 함량이 WHO 1일 기준치보다 크게 높은 것으로 나타났다고 밝혔다.
- 5월 20일 - 현대자동차 앨라배마 공장이 준공되다. 이로써 대한민국 국적 자동차 회사로서는 처음으로 Made in USA를 생산하게 되다.
- 6월 8일 - DSP 미디어 소속 아이돌 그룹 SS501이 데뷔하였다.
- 6월 9일 - 경상북도의회, 매년 10월을 독도의 달로 제정하였다.
- 6월 22일
  - 콘스탄티노폴리스 총대주교 바르톨로메오스 1세가 방한하였다.
  - 장성화물선 안평역 ~ 장성화물역 구간이 개통되었다.
- 6월 23일 - 콘스탄티노폴리스 총대주교청의 한국 정교회 관할 50주년 기념 대영광식이 거행되었다.
- 7월 6일 - 2012년 하계 올림픽 개최지로  영국 런던이 결정되었다.
- 7월 11일 - 한국 베네딕도 협의회가 발족, 초대 회장에 성 베네딕도회 왜관수도원 원장 이형우 아빠스가 선출됐다.
- 7월 26일 - STS-114 미션으로 디스커버리 우주왕복선이 발사되었다.
- 8월 10일 - 던전앤파이터가 네오플 서비스 시작되었다.
- 8월 15일 - 서울특별시에서 8.15 광복을 기념하는 콘서트가 진행, 조선민주주의인민공화국에서 매스게임 아리랑을 개최했다.
- 8월 24일 - 쓰쿠바 익스프레스가 개통되었다.
- 9월 6일 - 김대중컨벤션센터 개관.
- 9월 13일 - 서울 지하철 7호선 온수역 ~  부평구청역 구간이 착공되었다.
- 9월 20일 - 한국 천주교 주교회의가 새번역 성경을 발행되었다.
- 9월 25일 - 2005년 세계 박람회가 폐막되었다.
- 10월 1일 - 서울특별시 청계천이 복원되었다.
- 10월 12일 - 중화인민공화국은 유인우주선 선저우 6호를 발사하는데 성공하였다.
- 10월 18일 - 대구 도시철도 2호선 문양역 ~ 사월역 구간이 개통되었다.
- 10월 19일 - KBO 리그 KBO 한국시리즈 4차전에서 삼성 라이온즈가 두산 베어스를 10대 1로 꺾고 시리즈 전적 4승으로 2002년 이후 3년만에 통산 3번째 우승을 달성하였다.
- 10월 24일 - 뉴스통신진흥회가 출범되었다.
- 10월 25일 - 문명 4가 발매되었다.
- 10월 28일 - 국립중앙박물관이 개관되었다.
- 10월 31일 - 경기도 용인시 3구(수지구·기흥구·처인구) 분구.
- 11월 6일 - 남성 아이돌 그룹 슈퍼주니어 데뷔.
- 11월 11일
  - 전라남도청이 전라남도 무안군 삼향읍 남악신도시로 이전하였다.
  - 대한민국 춘포역이 현존하는 최고(最古)의 역사로서 근대문화유산 등록문화재로 지정되었다.
- 11월 23일 - 대한민국, 2006학년도 대학수학능력시험을 실시하였다.
- 11월 28일 - 부산 도시철도 3호선 수영역 ~ 대저역 구간이 개통되었다.
- 12월 1일
  - 평일 지상파 TV, 낮 방송 개시.
  - 지상파 DMB가 본 방송을 개시.
  - 수도권 지역 한국교통방송 DMB 방송 개국.
- 12월 15일 - 진도대교 개통.
- 12월 16일 - 중앙선 청량리역-덕소역 구간 복선전철 개통되었고 같은 날 롯데월드의 파라오의 분노도 개장되었다.
- 12월 18일 - 보노와 빌 게이츠 부부가 시사주간지 타임의 2005년 올해의 인물로 선정되었다.

## 탄생

### 1월
- 1월 1일 - 대한민국의 축구 선수 김현오.
- 1월 10일 - 대한민국의 가수 박건욱.
- 1월 14일
  - 대한민국의 배우 김유빈.
  - 대한민국의 야구 선수 김영우.
- 1월 15일
  - 대한민국의 스키 선수 김다은.
  - 일본의 아이돌 시미즈 리오.
- 1월 18일 - 대한민국의 육상 선수 최진우.
- 1월 20일 - 대한민국의 래퍼 조우찬.
- 1월 22일 - 일본의 아이돌 야마시타 시즈키.
- 1월 24일 - 대한민국의 가수 에이든.
- 1월 25일 - 대한민국의 작가 문지영.
- 1월 26일 - 대한민국의 배우 김채원.
- 1월 27일 - 대한민국의 양궁 선수 남수현.
- 1월 28일 - 대한민국의 리그 오브 레전드 프로게이머 루시드.

### 2월
- 2월 3일 - 대한민국의 가수 공유빈.
- 2월 7일 - 이탈리아의 육상 선수 마티아 푸를라니.
- 2월 9일 - 대한민국의 바둑 기사 원제훈.
- 2월 10일 - 일본의 배우 스즈키 리오.
- 2월 12일 - 대한민국의 가수 이범준.
- 2월 17일 - 일본의 아이돌 이노우에 나기.
- 2월 18일  - 대한민국의 가수 소정환. (트레저)
- 2월 21일
  - 대한민국의 배우 홍화리.
  - 대한민국의 작곡가, 음악가 이스크 린.
- 2월 23일
  - 대한민국의 프리스타일 스키 선수 윤종현.
  - 대한민국의 배우 이예원.
- 2월 25일
  - 일본의 아이돌 무라야마 미우.
  - 잉글랜드의 배우 노아 주프.
- 2월 27일 - 일본의 가수 니나.
- 2월 28일 - 브라질의 축구 선수 비토르 호케.

### 3월
- 3월 2일 - 대한민국의 가수 유니.
- 3월 3일 - 대한민국의 카트라이더 프로게이머 홍성민.
- 3월 5일 - 대한민국의 가수 지은.
- 3월 12일 - 대한민국의 가수 예왕.
- 3월 16일 - 대한민국의 배우 장대웅.
- 3월 19일
  - 대한민국의 배우 김현서.
  - 대한민국의 바둑 기사 최은규.
- 3월 21일 - 일본의 배우 겸 가수 다테 카야 (STARRY PLANET☆최연소).
- 3월 22일
  - 대한민국의 카트라이더 프로게이머 김우준.
  - 대한민국의 배우 박서현.
- 3월 25일 - 대한민국의 야구 선수 류현준.
- 3월 26일 - 네덜란드의 여백작 오라녜나사우 여백작 루아나.
- 3월 27일 - 대한민국의 영화배우 조은형.

### 4월
- 4월 1일 - 미국의 배우 게이브리얼 베이트먼.
- 4월 11일 - 오스트레일리아, 대한민국의 가수 다니엘. (뉴진스)
- 4월 12일 - 일본의 아이돌 타니구치 아이리.
- 4월 13일 - 대한민국의 아이돌가수 엔믹스 지우
- 4월 16일 - 대한민국의 피겨 스케이팅 선수 이해인.
- 4월 20일 - 대한민국의 배우 김의진.
- 4월 21일 - 대한민국의 가수 제프.
- 4월 27일 - 프랑스의 축구 선수 마티스 텔
- 4월 29일
  - 태국의 왕자 티빵꼰 랏사미촛.
  - 대한민국의 가수 다현. (로켓펀치)

### 5월
- 5월 1일 - 일본의 피겨스케이팅 선수 지바 모네.
- 5월 2일 - 대한민국의 배우 박상훈.
- 5월 9일 - 일본의 아이돌 오카무라 호마레.
- 5월 10일 - 대한민국의 사격 선수 오예진.
- 5월 14일
  - 대한민국의 바둑 기사 홍석민.
  - 카자흐스탄의 프리스타일 스키 선수 아나스타시야 고로드코.
- 5월 17일
  - 대한민국의 가수 겸 댄스 음악가 황민우.
  - 이란의 태권도 선수 모비나 네마차데.
- 5월 24일 - 대한민국의 음악가 박현진.
- 5월 28일 - 대한민국의 프리스타일 스키 선수 신영섭.
- 5월 31일 - 대한민국의 가수 조아. (위클리)

### 6월
- 6월 2일 - 벨기에의 태권도 선수 사라 샤리.
- 6월 3일 - 대한민국의 배우 정우진.
- 6월 5일 - 일본의 아이돌 하나다 메이.
- 6월 12일 - 대한민국의 바둑 기사 한우진.
- 6월 15일 - 일본의 아이돌 쿠도 카스미.
- 6월 16일
  - 대한민국의 영화배우 송지아.
  - 일본의 아이돌 타시로 스미레.
- 6월 17일 - 일본의 스케이트보드 선수 나카야마 후나.
- 6월 26일
  - 네덜란드의 공주 알렉시아 데르 네덜란덴.
  - 대한민국의 배우 이장경.
  - 잉글랜드의 축구 선수 애슐리 필립스.
- 6월 28일 - 일본의 아이돌 야마자키 메이.

### 7월
- 7월 5일 - 대한민국의 연극배우, 뮤지컬배우 최수미.
- 7월 6일 - 대한민국의 바둑 기사 박지현.
- 7월 7일 - 일본의 아이돌 코지마 나기사.
- 7월 8일 - 대한민국의 배우 김지영.
- 7월 9일 - 대한민국의 시인, 아동문학가 박화목.
- 7월 12일
  - 대한민국의 프리스타일 스키 선수 이승훈.
  - 대한민국의 야구 선수 박지환.
- 7월 16일 - 일본의 아이돌 세토구치 미츠키.
- 7월 19일 - 일본의 아이돌 이오키 마오.
- 7월 20일 - 일본의 아이돌 나카야마 나츠메.
- 7월 23일 - 대한민국의 가수, 요리사 진혜언.
- 7월 25일 - 미국의 배우 피어스 개그넌.
- 7월 29일 - 일본의 아이돌 이오키 마오.
- 7월 30일 - 대한민국의 가수 지아. (트라이비)

### 8월
- 8월 1일 - 대한민국의 가수 휘연. (라잇썸)
- 8월 5일 - 미국의 피겨스케이팅 선수 얼리사 류.
- 8월 10일 - 미국의 배우, 스케이트 보더 서니 설직.
- 8월 12일 - 대한민국의 가수 조준영.
- 8월 13일 - 일본의 스키 점프 선수 아사히 사카노. (~2025년)
- 8월 15일 - 대한민국의 야구 선수 전미르.
- 8월 18일 - 대한민국의 가수 초원. (아이칠린)
- 8월 20일 - 일본의 아이돌 오쿠다 이로하.
- 8월 22일 - 대한민국의 음악가 겸 배우 강예서.
- 8월 30일 - 일본의 아이돌 오쿠다 이로하.

### 9월
- 9월 5일 - 대한민국의 배우 이도현.
- 9월 6일 - 중화인민공화국의 바둑기사 리샤오시.
- 9월 7일 - 대한민국의 육상 선수 김태희.
- 9월 8일 - 대한민국의 가수 한태현.
- 9월 11일 - 중화인민공화국의 다이빙 선수 천위시.
- 9월 12일 - 대한민국의 수영 선수 정현영.
- 9월 13일
  - 미국의 태권도 선수 크리스티나 티치아웃.
  - 가나의 축구 선수 아이작 오세이.
- 9월 14일 - 일본의 아이돌 사쿠라기 코코나.
- 9월 17일 - 일본의 아이돌 아타고 코코네.
- 9월 19일 - 대한민국의 배우, 유튜버 이채윤.
- 9월 21일 - 대한민국의 뮤지컬 배우 김현준.
- 9월 27일
  - 대한민국의 농구 선수 김정은.
  - 대한민국의 배우 크리스티나 페르난데스 리.
  - 대한민국의 가수 장여준. (CLOSE YOUR EYES)
- 9월 28일 - 일본의 아이돌 야마사키 텐.

### 10월
- 10월 4일
  - 대한민국의 배우 최주은.
  - 벨기에의 왕자 벨기에 왕자 에마뉘엘.
- 10월 5일 - 일본의 아이돌 아라이 사에.
- 10월 6일
  - 대한민국의 배우 윤인영.
  - 일본의 아이돌 하시사코 린.
- 10월 7일 - 대한민국의 배우 노강민.
- 10월 11일 - 대한민국의 사격 선수 박유빈.
- 10월 15일
  - 덴마크의 왕자 크리스티안 애 몽페자 백작.
  - 대한민국의 배우 전채은.
- 10월 24일 - 대한민국의 가수 이지우.
- 10월 25일 - 대한민국의 가수 재은.
- 10월 31일
  - 스페인의 왕족 아스투리아스 여공 레오노르.
  - 일본의 아이돌 스가하라 사츠키.

### 11월
- 11월 3일 - 대한민국의 영화배우 이서진.
- 11월 10일 - 대한민국의 배우 최보배.
- 11월 11일
  - 대한민국의 가수 김민지.
  - 일본의 아이돌 사쿠라이 리오.
- 11월 14일 - 대한민국의 배우 염현서.
- 11월 17일 - 대한민국의 가수 take l.
- 11월 19일 - 대한민국의 가수이자 래퍼 김종섭 (피원하모니).
- 11월 21일 - 대한민국의 가수이자 래퍼 김정훈 [1]
- 11월 27일 - 대한민국의 배우, 모델 구자성.

### 12월
- 12월 1일 - 대한민국의 배우 이태우.
- 12월 5일
  - 대한민국의 연극배우 이수현.
  - 대한민국의 리그 오브 레전드 프로게이머 페이즈.
- 12월 6일
  - 미국의 가수 새리 매킨토시.
  - 대한민국의 가수 송유진.
- 12월 9일 - 일본의 가수 니키. (ENHYPEN)
- 12월 10일
  - 미국의 배우 카일리 커런.
  - 대한민국의 가수 채은.
- 12월 12일 - 일본의 아이돌 아키야마 유나.
- 12월 15일 - 대한민국의 유튜버 코마.
- 12월 16일 - 대한민국의 수영 선수 허연경.
- 12월 17일 - 대한민국의 유튜버 아린.
- 12월 20일 - 일본의 가수 카에데.
- 12월 22일 - 일본의 바둑 기사 후쿠오카 고타로.
- 12월 24일 - 대한민국의 배우 김도엽.
- 12월 27일 - 러시아의 모델 크리스티나 피메노바.
- 12월 31일 - 일본의 아이돌 미야치 스미레.

### 미상
- 영국계 스페인의 아역배우 다프네 킨.
- 대한민국의 배우 김태준.
- 대한민국의 야구 선수 이승현.
- 캐나다·대한민국 국적의 대한민국 대표 피겨스케이팅 선수 조혜진.

## 사망

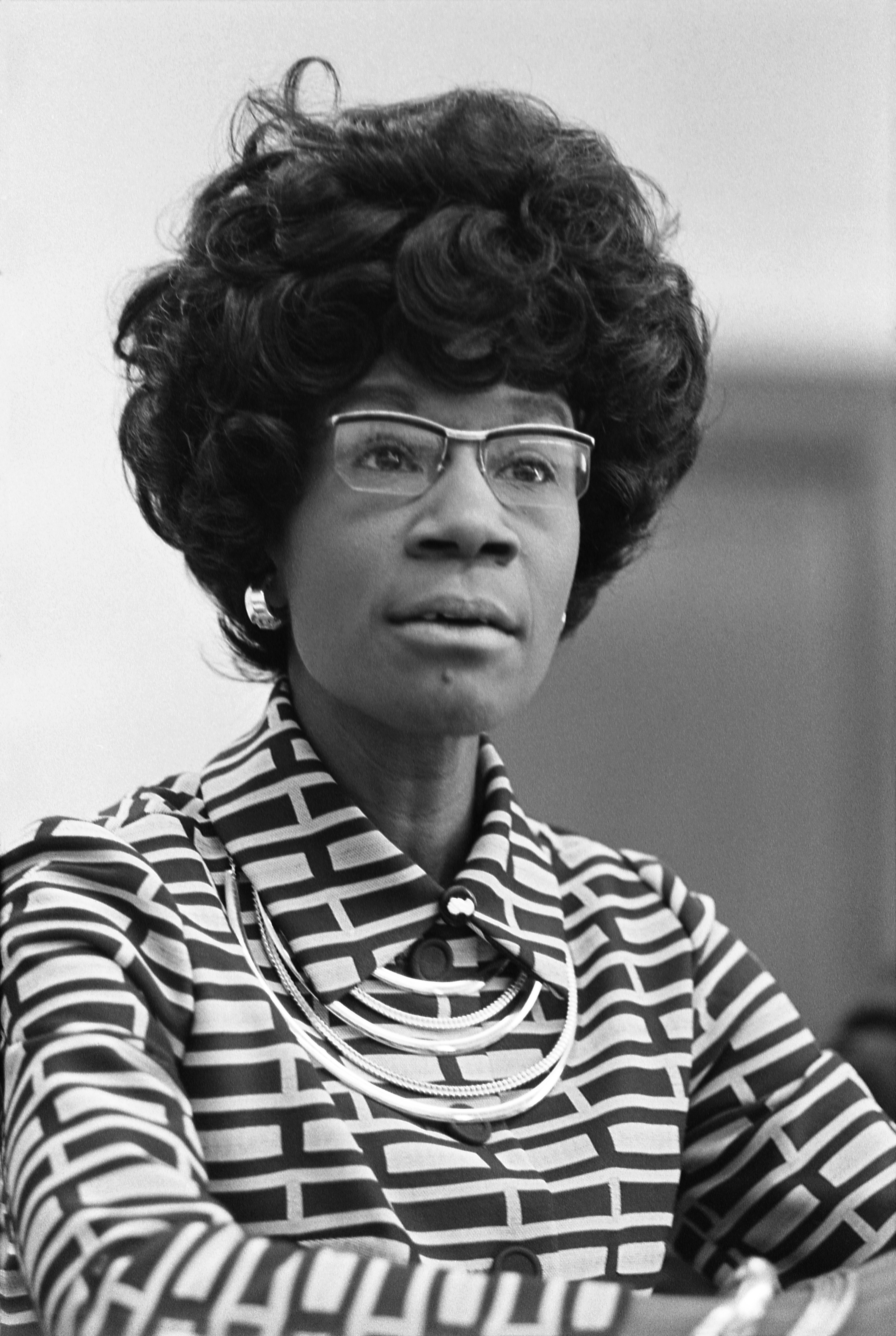
셜리 치좀

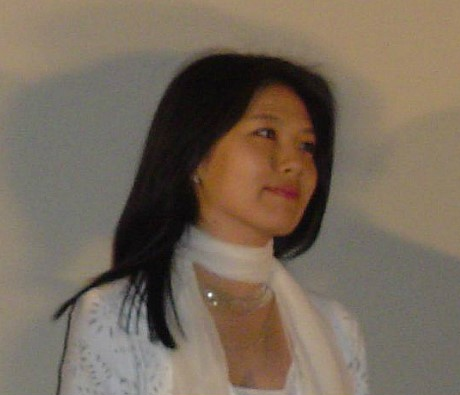
이은주

교황 요한 바오로 2세

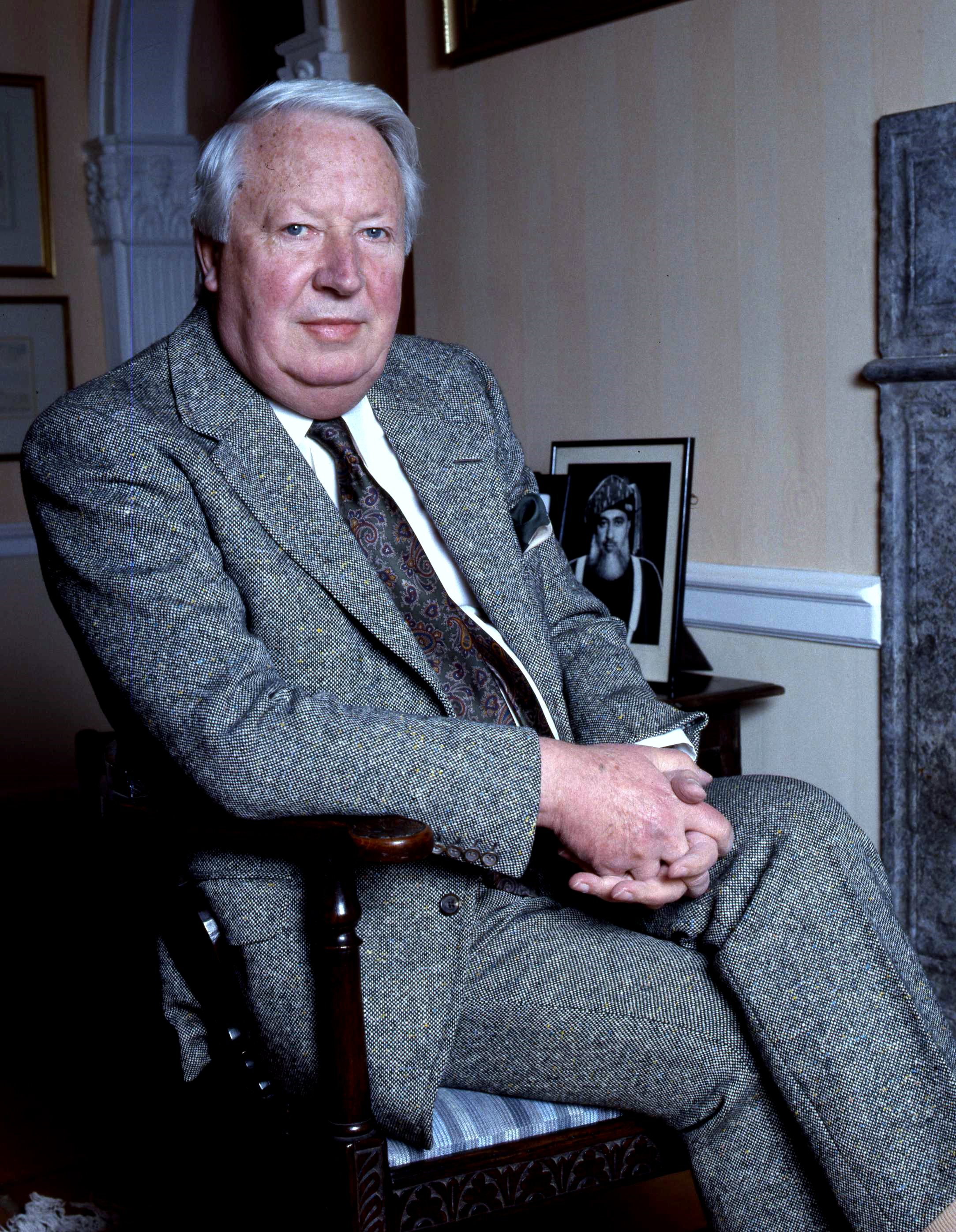
에드워드 히스

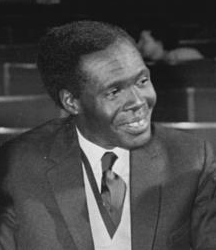
밀턴 오보테

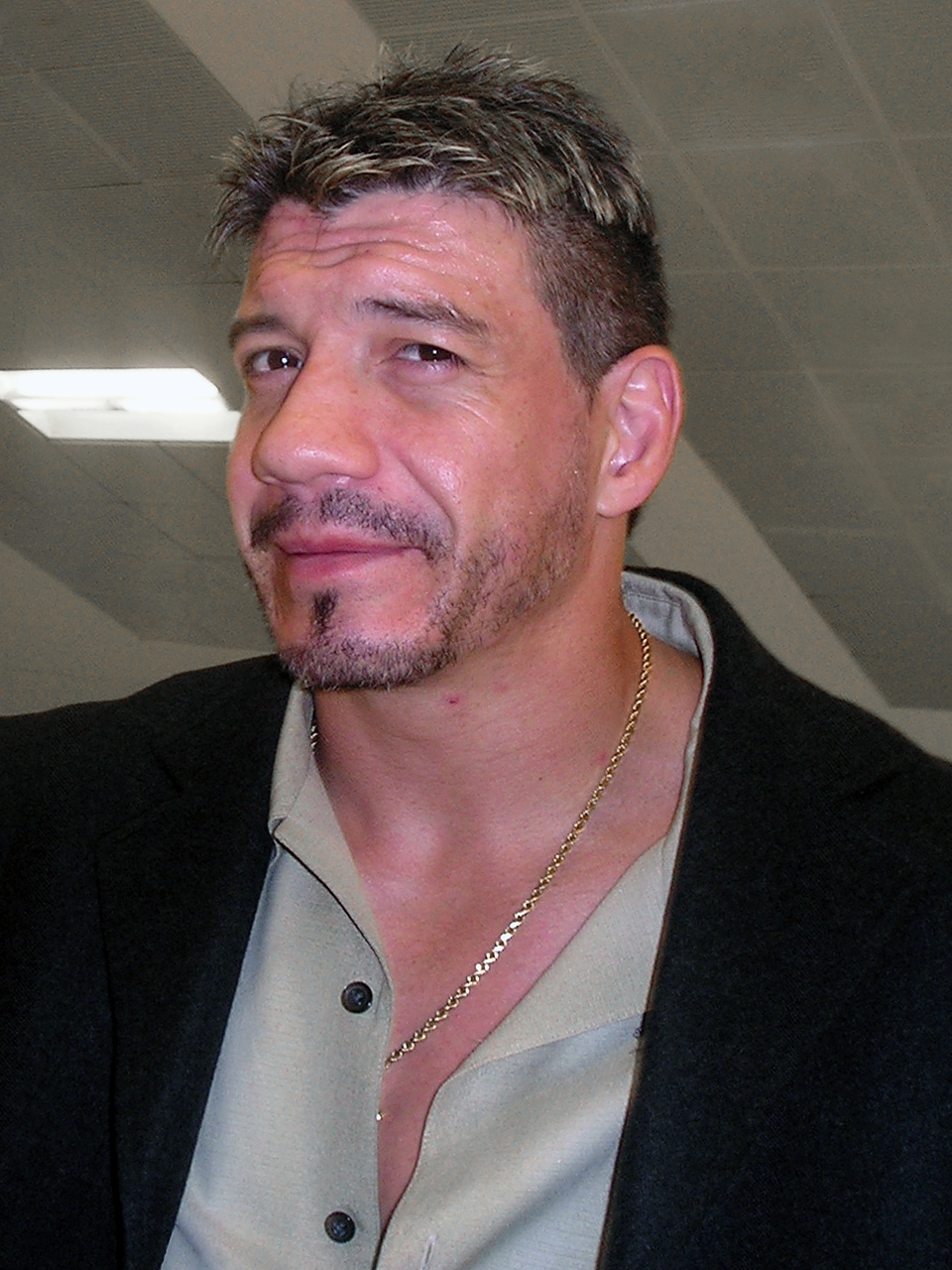
에디 게레로

### 1월
- 1월 1일 - 미국의 정치인, 교육자 셜리 치점. (1924년~)
- 1월 7일 - 대한민국의 가수 겸 방송인 길은정. (1961년~)
- 1월 9일 - 대한민국의 수학자 이임학. (1922년~)
- 1월 17일 - 중화인민공화국의 정치인 자오쯔양. (1919년~)
- 1월 22일 - 멕시코의 피아노 연주자, 송라이터 콘수엘로 벨라스케스. (1916년~)
- 1월 25일 - 대한민국의 백세인이자 최장수 할머니 최애기. (1895년~)

### 2월
- 2월 2일 - 대한민국의 시인 이형기. (1933년~)
- 2월 9일 - 대한민국의 영화배우, 가수 황해. (1920년~)
- 2월 10일 - 미국의 극작가 아서 밀러. (1915년~)
- 2월 14일 - 레바논의 총리 라피크 하리리. (1944년~)
- 2월 22일 - 대한민국의 영화배우 이은주. (1980년~)

### 3월
- 3월 3일 - 네덜란드의 축구 선수, 축구 감독 리뉘스 미헐스. (1928년~)
- 3월 6일 - 미국의 물리학자 한스 베테. (1906년~)
- 3월 8일 - 이츠케리아 체첸 공화국 제3대 대통령 아슬란 마스하도프. (1951년~)
- 3월 25일 - 대한민국의 기자 정상원. (1970년~)
- 3월 26일
  - 영국의 총리, 정치인 제임스 캘러헌. (1912년~)
  - 대한민국의 배우, 성우 전운. (1938년~)
  - 대한민국의 군인, 정치인 주영복. (1927년~)

### 4월
- 4월 2일 - 제264대의 교황 요한 바오로 2세. (1920년~)
- 4월 5일 - 대한민국의 축구 선수, 축구 감독 정남식. (1917년~)
- 4월 6일 - 모나코의 군주 레니에 3세. (~1923년)
- 4월 13일 - 일본의 야구 선수 후쿠시 히로아키. (1950년~)
- 4월 16일 - 대한민국의 배우 김무생. (1940년~)
- 4월 21일 - 중화인민공화국의 정치인 장춘차오. (1917년~)
- 4월 25일 - 대한민국의 만화가 고우영. (1938년~)

### 5월
- 5월 21일 - 대한민국의 기업인 정세영. (1928년~)
- 5월 23일 - 대한민국의 기업인 박성용. (1932년~)
- 5월 29일 - 대한민국의 사진작가 김영갑. (1957년~)

### 6월
- 6월 6일 - 미국의 배우, 영화감독, 각본가 앤 밴크로프트. (1931년~)
- 6월 20일 - 미국의 전자공학자 잭 킬비. (1923년~)
- 6월 26일 - 대한민국의 배우 김진해. (1941년~)
- 6월 27일 - 대한민국의 가수 김창남. (1957년~)

### 7월
- 7월 16일 - 대한제국의 마지막 황세손 이구. (1931년~)
- 7월 17일 - 영국의 총리 에드워드 히스. (1916년~)

### 8월
- 8월 2일 - 대한민국의 성우 엄주환. (1950년~)

### 9월
- 9월 12일 - 미국의 수학자 서지 랭. (1927년~)
- 9월 13일 - 대한민국의 축구 선수, 축구 감독 홍덕영. (1926년~)
- 9월 18일 - 대한민국의 정치인 신상철. (1924년~)
- 9월 24일 - 대한민국의 언론인 겸 경제학자 정운영. (1944년~)
- 9월 25일 - 미국의 심리학자 유리 브론펜브레너. (1917년~)

### 10월
- 10월 10일 - 우간다의 정치인 밀턴 오보테. (1924년~)
- 10월 15일 - 대한민국의 만화가 박봉성. (1949년~)
- 10월 18일 - 소련 및 러시아의 경제학자, 정치인 알렉산드르 야코블레프. (1923년~)
- 10월 22일 - 조선민주주의인민공화국의 정치인 연형묵. (1931년~)
- 10월 24일 - 미국의 아프리카계 미국인 민권 운동가 로자 파크스. (1913년~)

### 11월
- 11월 6일 - 일본의 가수 혼다 미나코. (1967년~)
- 11월 10일 - 대한민국의 배우 정애란. (1927년~)
- 11월 11일 - 오스트리아 출신의 미국의 작가, 경영학자 피터 드러커. (1909년~)
- 11월 13일 - 미국의 프로레슬링 선수 에디 게레로. (1967년~)
- 11월 20일
  - 대한민국의 화가, 미술가 이대원. (1921년~)
  - 대한민국의 공무원 이수일. (1942년~)
- 11월 21일 - 대한민국의 기업인 이건희의 막내딸 이윤형. (1979년~)
- 11월 25일 - 영국의 축구 선수 조지 베스트. (1946년~)

### 12월
- 12월 1일 - 대한민국의 사회운동가 김영욱. (1923년~)
- 12월 4일 - 미국의 영화 제작자 그레그 호프먼. (1963년~)
- 12월 10일 - 미국의 정치인 유진 매카시. (1916년~)
- 12월 15일 - 일본의 야구 선수, 야구 감독 오기 아키라. (1935년~)
- 12월 20일 - 미국의 수학자 라울 보트. (1923년~)
- 12월 23일 - 중화인민공화국의 정치인 야오원위안. (1931년~)
- 12월 29일 - 미국의 한국계 군인 김영옥. (1919년~)

## 노벨상
- 경제학상: 로버트 아우만, 토머스 셸링
- 문학상: 해럴드 핀터
- 물리학상: 로이 글라우버, 존 홀, 테오도어 헨쉬
- 생리학 및 의학상: 로빈 워런, 배리 마셜
- 평화상: 국제 원자력 기구, 모하메드 엘바라데이
- 화학상: 로버트 그럽스, 리처드 슈록, 이브 쇼뱅

## 77회아카데미상수상
- 작품상: 밀리언 달러 베이비
- 감독상: 클린트 이스트우드(밀리언 달러 베이비)
- 남우주연상: 제이미 폭스(레이)
- 여우주연상: 힐러리 스웽크(밀리언 달러 베이비)
- 남우조연상: 모건 프리먼(밀리언 달러 베이비)
- 여우조연상: 케이트 블란쳇(에비에이터)

## 달력
| 1월 |    |    |    |    |    |    |
| 일  | 월 | 화 | 수 | 목 | 금 | 토 |
|     |    |    |    |    |    | 1  |
| 2   | 3  | 4  | 5  | 6  | 7  | 8  |
| 9   | 10 | 11 | 12 | 13 | 14 | 15 |
| 16  | 17 | 18 | 19 | 20 | 21 | 22 |
| 23  | 24 | 25 | 26 | 27 | 28 | 29 |
| 30  | 31 |    |    |    |    |    |

| 2월 |    |    |    |    |    |    |
| 일  | 월 | 화 | 수 | 목 | 금 | 토 |
|     |    | 1  | 2  | 3  | 4  | 5  |
| 6   | 7  | 8  | 9  | 10 | 11 | 12 |
| 13  | 14 | 15 | 16 | 17 | 18 | 19 |
| 20  | 21 | 22 | 23 | 24 | 25 | 26 |
| 27  | 28 |    |    |    |    |    |

| 3월 |    |    |    |    |    |    |
| 일  | 월 | 화 | 수 | 목 | 금 | 토 |
|     |    | 1  | 2  | 3  | 4  | 5  |
| 6   | 7  | 8  | 9  | 10 | 11 | 12 |
| 13  | 14 | 15 | 16 | 17 | 18 | 19 |
| 20  | 21 | 22 | 23 | 24 | 25 | 26 |
| 27  | 28 | 29 | 30 | 31 |    |    |

| 4월 |    |    |    |    |    |    |
| 일  | 월 | 화 | 수 | 목 | 금 | 토 |
|     |    |    |    |    | 1  | 2  |
| 3   | 4  | 5  | 6  | 7  | 8  | 9  |
| 10  | 11 | 12 | 13 | 14 | 15 | 16 |
| 17  | 18 | 19 | 20 | 21 | 22 | 23 |
| 24  | 25 | 26 | 27 | 28 | 29 | 30 |

| 5월 |    |    |    |    |    |    |
| 일  | 월 | 화 | 수 | 목 | 금 | 토 |
| 1   | 2  | 3  | 4  | 5  | 6  | 7  |
| 8   | 9  | 10 | 11 | 12 | 13 | 14 |
| 15  | 16 | 17 | 18 | 19 | 20 | 21 |
| 22  | 23 | 24 | 25 | 26 | 27 | 28 |
| 29  | 30 | 31 |    |    |    |    |

| 6월 |    |    |    |    |    |    |
| 일  | 월 | 화 | 수 | 목 | 금 | 토 |
|     |    |    | 1  | 2  | 3  | 4  |
| 5   | 6  | 7  | 8  | 9  | 10 | 11 |
| 12  | 13 | 14 | 15 | 16 | 17 | 18 |
| 19  | 20 | 21 | 22 | 23 | 24 | 25 |
| 26  | 27 | 28 | 29 | 30 |    |    |

| 7월 |    |    |    |    |    |    |
| 일  | 월 | 화 | 수 | 목 | 금 | 토 |
|     |    |    |    |    | 1  | 2  |
| 3   | 4  | 5  | 6  | 7  | 8  | 9  |
| 10  | 11 | 12 | 13 | 14 | 15 | 16 |
| 17  | 18 | 19 | 20 | 21 | 22 | 23 |
| 24  | 25 | 26 | 27 | 28 | 29 | 30 |
| 31  |    |    |    |    |    |    |

| 8월 |    |    |    |    |    |    |
| 일  | 월 | 화 | 수 | 목 | 금 | 토 |
|     | 1  | 2  | 3  | 4  | 5  | 6  |
| 7   | 8  | 9  | 10 | 11 | 12 | 13 |
| 14  | 15 | 16 | 17 | 18 | 19 | 20 |
| 21  | 22 | 23 | 24 | 25 | 26 | 27 |
| 28  | 29 | 30 | 31 |    |    |    |

| 9월 |    |    |    |    |    |    |
| 일  | 월 | 화 | 수 | 목 | 금 | 토 |
|     |    |    |    | 1  | 2  | 3  |
| 4   | 5  | 6  | 7  | 8  | 9  | 10 |
| 11  | 12 | 13 | 14 | 15 | 16 | 17 |
| 18  | 19 | 20 | 21 | 22 | 23 | 24 |
| 25  | 26 | 27 | 28 | 29 | 30 |    |

| 10월 |    |    |    |    |    |    |
| 일   | 월 | 화 | 수 | 목 | 금 | 토 |
|      |    |    |    |    |    | 1  |
| 2    | 3  | 4  | 5  | 6  | 7  | 8  |
| 9    | 10 | 11 | 12 | 13 | 14 | 15 |
| 16   | 17 | 18 | 19 | 20 | 21 | 22 |
| 23   | 24 | 25 | 26 | 27 | 28 | 29 |
| 30   | 31 |    |    |    |    |    |

| 11월 |    |    |    |    |    |    |
| 일   | 월 | 화 | 수 | 목 | 금 | 토 |
|      |    | 1  | 2  | 3  | 4  | 5  |
| 6    | 7  | 8  | 9  | 10 | 11 | 12 |
| 13   | 14 | 15 | 16 | 17 | 18 | 19 |
| 20   | 21 | 22 | 23 | 24 | 25 | 26 |
| 27   | 28 | 29 | 30 |    |    |    |

| 12월 |    |    |    |    |    |    |
| 일   | 월 | 화 | 수 | 목 | 금 | 토 |
|      |    |    |    | 1  | 2  | 3  |
| 4    | 5  | 6  | 7  | 8  | 9  | 10 |
| 11   | 12 | 13 | 14 | 15 | 16 | 17 |
| 18   | 19 | 20 | 21 | 22 | 23 | 24 |
| 25   | 26 | 27 | 28 | 29 | 30 | 31 |

### 음양력 대조 일람
| 음력월 | 월건 | 대소 | 음력 1일의 양력 월일 | 음력 1일 간지 |
| ------ | ---- | ---- | -------------------- | ------------- |
| 1월    | 무인 | 소   | 2월 9일              | 갑자          |
| 2월    | 기묘 | 대   | 3월 10일             | 계사          |
| 3월    | 경진 | 소   | 4월 9일              | 계해          |
| 4월    | 신사 | 대   | 5월 8일              | 임진          |
| 5월    | 임오 | 소   | 6월 7일              | 임술          |
| 6월    | 계미 | 대   | 7월 6일              | 신묘          |
| 7월    | 갑신 | 대   | 8월 5일              | 신유          |
| 8월    | 을유 | 소   | 9월 4일              | 신묘          |
| 9월    | 병술 | 대   | 10월 3일             | 경신          |
| 10월   | 정해 | 대   | 11월 2일             | 경인          |
| 11월   | 무자 | 소   | 12월 2일             | 경신          |
| 12월   | 기축 | 소   | 12월 31일            | 기축          |

1. ↑  (김지선의 아들이다.)